# Małgorzata Wróblewska
Małgorzata Irena Wróblewska (ur. 20 października 1956, zm. 16 października 2013) – polski biolog, specjalistka w zakresie biochemii klinicznej i metabolizmu lipoprotein, doktor habilitowany nauk farmaceutycznych w zakresie farmacji, wieloletni adiunkt Katedry Biochemii Klinicznej na Wydziale Lekarskim z Oddziałem Stomatologicznym, kierownik Zakładu Chemii Klinicznej Katedry Analityki Klinicznej Gdańskiego Uniwersytetu Medycznego, członek Zarządu Głównego Kolegium Medycyny Laboratoryjnej w Polsce.